# Diacarnus spinipoculum
Diacarnus spinipoculum är en svampdjursart som först beskrevs av Carter 1879.  Diacarnus spinipoculum ingår i släktet Diacarnus och familjen Podospongiidae. Inga underarter finns listade i Catalogue of Life.